# Torque: Ohnivá kola
Torque: Ohnivá kola (v originále Torque) je americký akční film z roku 2004, který obdržel rozporuplné kritiky. Sleduje příběh motorkáře, který se vrací po mnoha letech domů, ale čekají tu na něj staří nepřátelé.

## Příběh
Ford se vrací do USA z Thajska. Hodlá se vypravit za svou bývalou láskou, kterou opustil aby se vyhnul vězení. On a jeho přátelé Dalton a Val se zapletou s motorkářem Juniorem, bratrem Treye, vůdce Sekáčů, nejobávanějšího gangu v kraji. Trey s Fordem se jen tak nepohodnou. Naštěstí přijede policie a rozpustí to. Když se Ford setkává se svou láskou Shane, přijíždí gang harlejistů jménem Grázlové. Ty vede Henry, vrah, kterému Ford kdysi ukradl spoustu drog. Vše se naštěstí vyřeší. Večer chce Henry prodat drogy Treyovi, ale ten mu ukáže, že s tímhle obchodem nechce nic mít. Aby se Henry pomstil, zabije večer na diskotéce Juniora. Vše svede na Forda. Teď po Fordovi nejde jen Henry, ale i Sekáči a policie. Při zběsilé honičce na motorkách Trey spadne pod vlak. Ford ho zachrání. Henry se chce domluvit s dalším ze svých nepřátel, agentem McPhersnem. Ten se mu vysměje do obličeje. Když se Ford vrací do L.A., tak ho pronásleduje Trey. Ford na něj namíří pistoli a přinutí ho uvěřit že Juniora nezabil. Spolu se připraví na příjezd FBI. Dorazí pouze McPherson. Ukáže se že McPherson pomáhá Henrymu. Henry přijde a chce všechny pozabíjet. Objeví se agentka FBI Hendersnová a ta odpálí garáž. Všichni uniknou kromě McPhersna. Následuje několik honiček, v jedné z nich zemře i Henry. Fordovi se podařilo vytvořit mír mezi ním a Sekáči.

## Obsazení

### Fordův gang
- Martin Henderson jako Cary Ford
- Monet Mazur jako Shane
- Will Yun Lee jako Val
- Jay Hernandez jako Dalton
- Christina Milian jako Nina

### Grázlové
- Matt Schulze jako Henry James
- Jaime Pressly jako China
- Max Beesley jako Luther

### Sekáči
- Ice Cube jako Trey Wallace
- Faizon Love jako Sonny
- Fredro Starr jako Junior Wallace